# Parafia św. Bonifacego w Warszawie
Parafia św. Bonifacego w Warszawie – parafia rzymskokatolicka należąca do dekanatu wilanowskiego, archidiecezji warszawskiej, metropolii warszawskiej Kościoła katolickiego, w Warszawie. Obsługiwana przez ojców bernardynów.

## Historia
W 1904 klasztor czerniakowski został siedzibą filii parafii wilanowskiej, odpowiedzialnej między innymi za prowadzenie ksiąg stanu cywilnego mieszkańców Czerniakowa i okolicznych wsi.
Parafia św. Bonifacego z siedzibą w kościele św. Antoniego z Padwy została erygowana 16 listopada 1916 przez arcybiskupa Aleksandra Kakowskiego. Początkowo była obsługiwana przez duchowieństwo diecezjalne, zarządzające kościołem klasztornym od czasu opuszczenia go przez ostatnich bernardynów w 1869, a następnie od 1930 przez Zgromadzenie Zmartwychwstania Pana Naszego Jezusa Chrystusa. 
W 1945 po odzyskaniu kościoła i klasztoru przez bernardynów parafia została przeniesiona do kościoła św. Kazimierza. Została ona ponownie erygowana w 1950 przez arcybiskupa Stefana Wyszyńskiego. 

### Kościół parafialny
Kościół św. Antoniego z Padwy został wybudowany w XVII wieku, budowę nowego kościoła św. Jana z Dukli zakończono w 2000.

## Proboszczowie
- o. Eustachy Łoś (1950−1951)[5]
- o. Bogumił Migdał (1951−1956)[5]
- o. Tarsycjusz Pawelec (1956−1957)[5]
- o. Sylwester Niewiadomy (1957−1973)[5]
- o. Ludwik Wiercioch (1973−1981)[5]
- o. Rajmund Matejko (1981−1987)[5]
- o. Józef Żuk (1987−1990)[5]
- o. Kazimierz Kowalski (1990−2002)[5]
- o. Eliasz Kaca (2002-2004)[5]
- o. Sławomir Zaporowski (2004−2011)[5]
- o. Franciszek Zienkiewicz (2011−2017)[5]
- o. Egidiusz Jarosław Włodarczyk OFM (2017-2023)
- o. Leszek Walkiewicz OFM (od 2023)

## Inne informacje
Z parafią była związana Władysława Papis.